# Moutiers-au-Perche

Moutiers-au-Perche este o comună în departamentul Orne, Franța. În 1 ianuarie 2022 avea o populație de 370 de locuitori.